# Mugum Karmarong
Mugum Karmarong (en népalais : मुगुम कार्मारोंग) est une municipalité rurale du Népal située dans le district de Mugu. Au recensement de 2011, elle comptait 5 396 habitants.
Elle regroupe les anciens comités de développement villageois de Dolphu, Mugu, Kimri, Pulu et Mangri.